# Nijni Lomov
Nijni Lomov (en russe : Нижний Ломов) est une ville de l'oblast de Penza, en Russie, et le centre administratif du raïon de Nijni Lomov. Sa population s'élevait à 22 182 habitants en 2013.

## Géographie
Nijni Lomov est arrosée par la rivière Lomov, dans le bassin de l'Oka, et se trouve à 95 km — 110 km par la route — au nord-ouest de Penza.

## Histoire
Les origines de Nijni Lomov remontent à la création d'un avant-poste en 1636, qui fut plus tard connu comme la sloboda Lomovskaïa, le possad Lomovski, puis le village de Nijni Lomov. Nijni Lomov a le statut de ville depuis 1780.

## Population
Recensements (*) ou estimations de la population
| 1784  | 1897* | 1926* | 1939* | 1959*  | 1970*  |
| ----- | ----- | ----- | ----- | ------ | ------ |
| 3 901 | 9 996 | 9 805 | 8 106 | 13 881 | 17 460 |

| 1979*  | 1989*  | 2002*  | 2010*  | 2012   | 2013   |
| ------ | ------ | ------ | ------ | ------ | ------ |
| 22 716 | 26 648 | 24 249 | 22 678 | 22 404 | 22 182 |